# Fwayo Tembo
Pour les articles homonymes, voir Tembo.
Fwayo Tembo, né le 2 mai 1989 à Lusaka, est un footballeur international zambien.
Il est formé à Lusaka Edusport avant de rejoindre le National Assembly Football Club. En décembre 2007, il a signé en faveur de l'Étoile sportive du Sahel. Le 29 mai 2010, il signe en faveur du club suisse de FC Bâle pour quatre ans .  

## Carrière
- Avant 2005 : Lusaka Edusport ( Zambie)
- 2005-2007 : National Assembly Football Club ( Zambie)
- 2007-2010 : Étoile sportive du Sahel ( Tunisie)
- 2010-2012 : FC Bâle ( Suisse)
  - jan. 2012-2012 :Étoile sportive du Sahel ( Tunisie) (prêt)
- 2012-2016 : Astra Giurgiu ( Roumanie)
- depuis 2016 : Hapoël Raanana ( Israël)

## Palmarès
- Championnat de Roumanie : 2016
- 20 sélections (1 but)

### Distinction personnelle
- Meilleur buteurs de la Coupe d'Afrique des nations junior 2007

Avec l’Équipe de Zambie des moins de 20 ans de football